# Dashiell Hammett
Samuel Dashiell Hammett (comtat de St. Mary, Maryland, 27 de maig de 1894 - Nova York, 10 de gener de 1961) va ser un escriptor estatunidenc de novel·la detectivesca i contes curts. Entre els personatges més recordats que va crear es troben Sam Spade (El falcó maltès), la parella de detectius Nick i Nora Charles (L'home prim) i l'Agent de la Continental (Collita Roja). També va escriure sota els pseudònims de Peter Collinson, Daghull Hammett, Samuel Dashiell i Mary Jane Hammett. També va ser guionista i activista polític.

## Biografia

### Primers anys
Hammett va néixer prop de Great Mills a la granja Hopewell and Aim al comtat de Saint Mary, Maryland, filla de Richard Thomas Hammett i la seva esposa Anne Bond Dashiell. La seva mare pertanyia a una antiga família de Maryland, el nom en francès de la qual era De Chiel. Va tenir una germana gran, Aronia, i un germà petit, Richard Jr. conegut com a Sam, Hammett va ser batejat catòlic i va créixer a Filadèlfia i Baltimore. La família de Hammett es va traslladar a Baltimore quan tenia quatre anys el 1898, i en la seva majoria, va ser la ciutat on va viure fins que va marxar definitivament el 1920 quan tenia 26 anys. Quan era adolescent, Hammett va anar a l'Institut Politècnic de Baltimore, però la seva educació formal va acabar durant el seu primer any d'institut; va abandonar el 1908 a causa de la salut del seu pare i la necessitat que guanyés diners per mantenir la família.
Va deixar l'escola quan tenia 13 anys i va ocupar diversos llocs de treball abans de treballar per a l'Agència Nacional de Detectius Pinkerton. Va treballar per la Pinkerton de 1915 a febrer de 1922, amb temps per servir a la Primera Guerra Mundial. Mentre treballava per a la Pinkerton Detective Agency a Baltimore, va aprendre comerç i va treballar a l'edifici Continental Trust (ara conegut com One Calvert Plaza). Va dir que mentre era amb els Pinkertons va ser enviat a Butte, Montana, durant les vagues sindicals, encara que alguns investigadors dubten que això realment passés. El paper de l'agència en la ruptura de la vaga el va deixar finalment desil·lusionat.
Hammett es va allistar a l'Exèrcit dels Estats Units el 1918 i va servir al Motor Ambulance Corps (un cos de voluntaris que proporcionava ambulàncies i transports als aliats durant la guerra) a França. Va patir durant aquest temps la grip espanyola i més tard va contreure tuberculosi. Arran d'aquest episodi, Hammett va patir de mala salut durant la resta de la seua vida, amb esporàdics brots de tuberculosi, i també a causa de l'alcoholisme. Va passar la major part del seu temps a l'exèrcit com a pacient a l'Hospital Cushman de Tacoma, Washington, on va conèixer a una infermera, Josephine Dolan, amb qui es va casar el 7 de juliol de 1921, a San Francisco.

### Casament i família
Hammett i Dolan van tenir dues filles, Mary Jane (nascuda el 1921) i Josephine (nascuda el 1926). Poc després del naixement del seu segon fill, les infermeres de serveis sanitaris van informar Dolan que, a causa de la tuberculosi de Hammett, ella i els nens no haurien de viure amb ell a temps complet. Dolan va llogar una casa a San Francisco, on Hammett els visitaria els caps de setmana. El matrimoni aviat es va enfonsar; no obstant això, va continuar donant suport financer a la seva dona i filles amb els ingressos que va obtenir de la seva escriptura.

### Carrera i vida personal

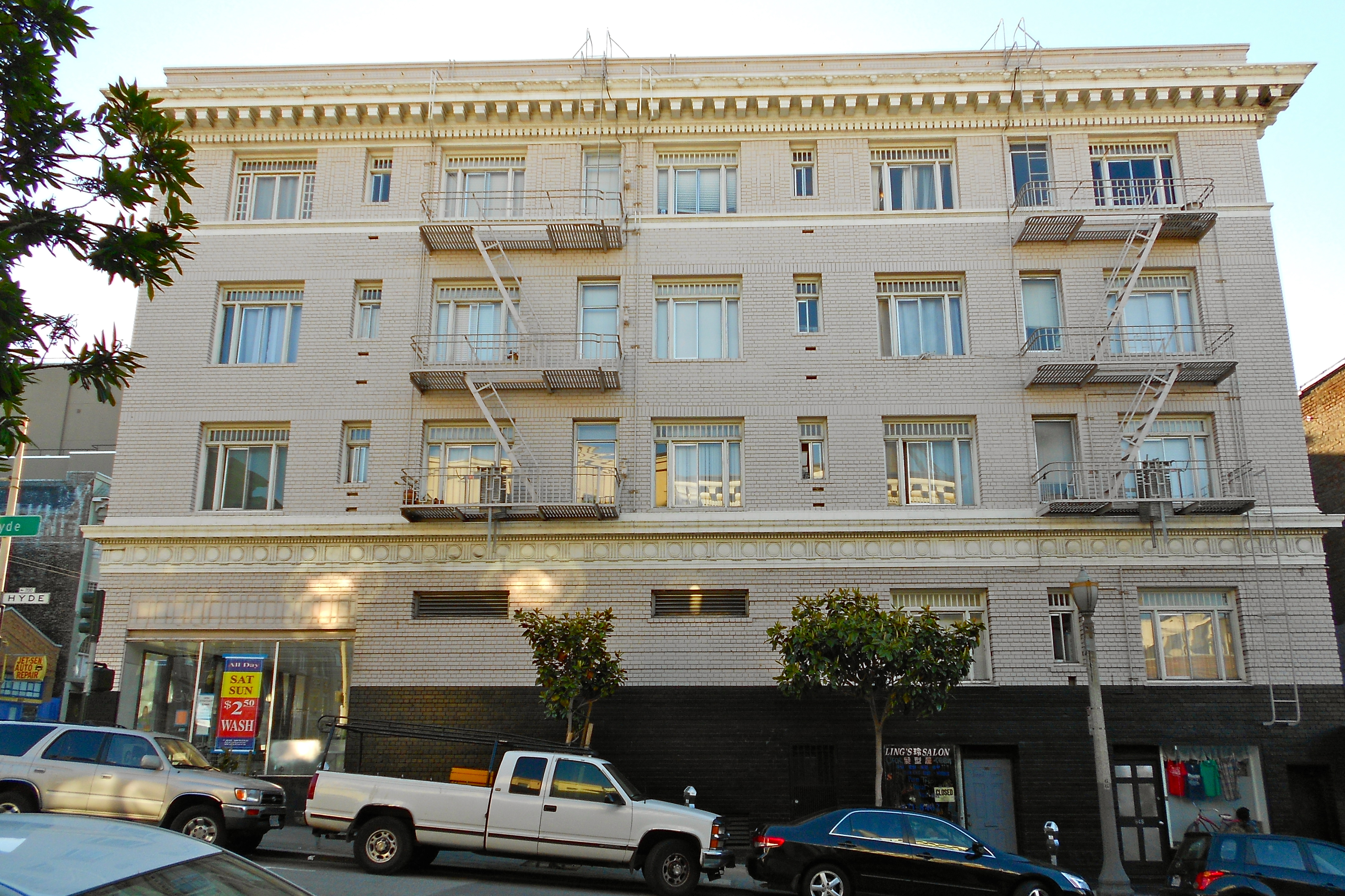
Edifici al 891 Post St., San Francisco, on Hammett va viure mentre escrivia The Maltese Falcon: El personatge Sam Spade també podria haver viscut a l'edifici.

Després de la guerra, es va donar a la beguda, va provar sort amb la publicitat i, finalment, amb la literatura. La seua experiència a l'agència de detectius Pinkerton li va donar inspiració per a les seues obres.
Hammett va ser publicat per primera vegada el 1922 a la revista The Smart Set. Conegut per l'autenticitat i el realisme de la seva escriptura, va basar les seves experiències com a operatiu de Pinkerton. Hammett va escriure la majoria de la seva ficció detectiva mentre vivia a San Francisco en la dècada de 1920; els carrers i altres llocs de San Francisco són freqüentment esmentats en les seves històries. Va dir, «sí que agafo la majoria dels meus personatges de la vida real». Les seves novel·les van ser algunes de les primeres a utilitzar el diàleg que sonava autèntic a l'època. «Desconfio d'un home que diu quan. Si ha d'anar amb compte de no beure massa, és perquè no es pot confiar en ell quan ho fa».
Va començar a publicar principalment en la revista Black Mask (Màscara Negra) amb Joseph Shaw com a editor. El primer conte de Dashiell publicat a Black Mask va ser The Road Home (El camí a casa) sota el pseudònim de Peter Collinson, al desembre de 1922. L'Agent de la Continental va aparèixer per primera vegada en el número d'octubre de 1923 de Black Mask en un conte titulat Arson Plus. L'Agent de la Continental arribaria a aparèixer en 28 contes i dues novel·les. L'any 1932, també va escriure el guió d'una historieta (Agent Secret X–9, Secret Agent X–9), il·lustrada per Alex Raymond. La major part del seu treball inicial, amb un investigador privat sense nom, The Continental Op, va aparèixer a la principal revista de ficció criminal Black Mask.

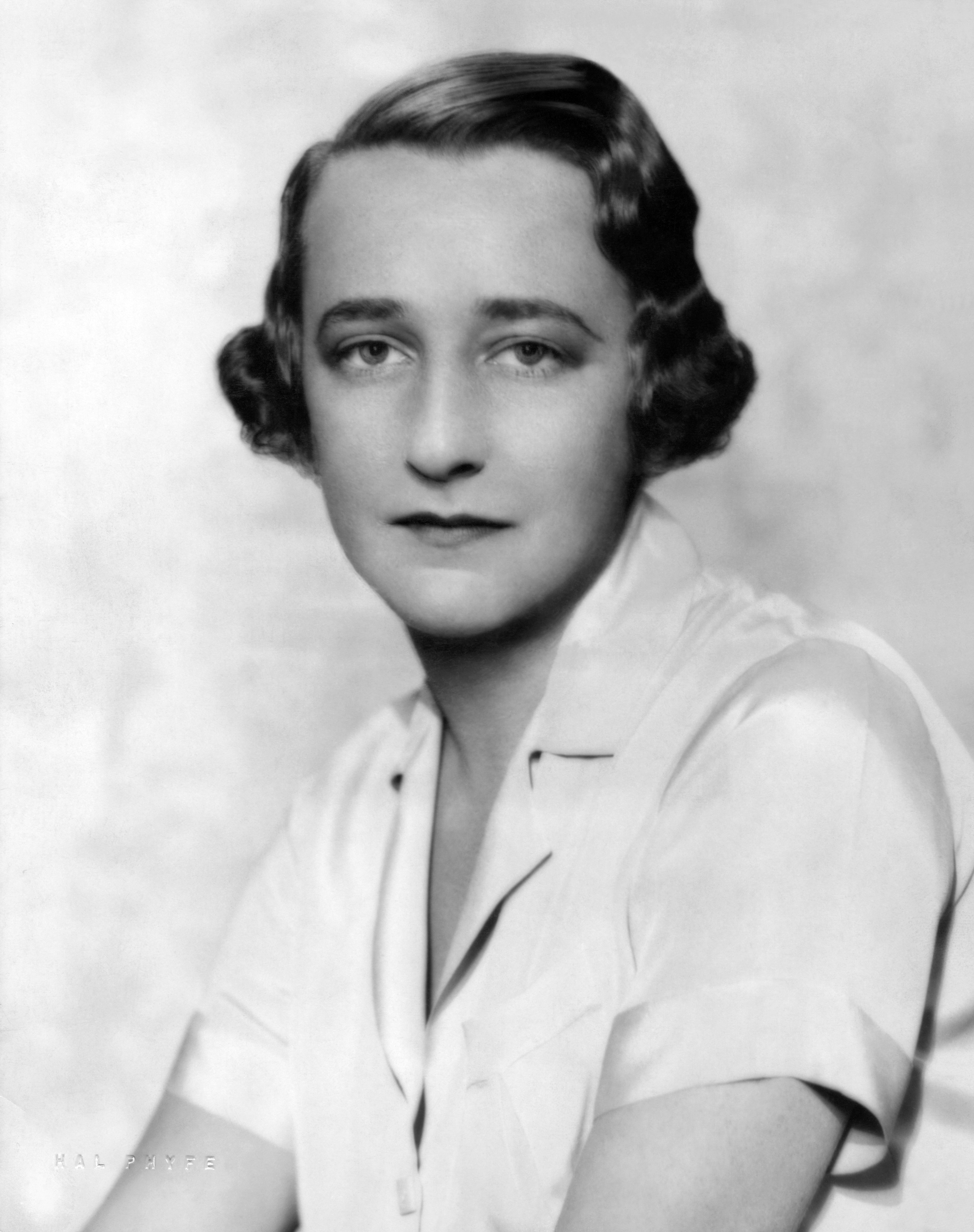
Lillian Hellman el 1935

A causa d'un desacord amb l'editor Philip C. Cody sobre els diners de les històries anteriors, Hammett va deixar d'escriure un temps per a Black Mask el 1926. Després va agafar una feina a temps complet com a redactor d'anuncis per l'Albert S. Samuels Co., un joier de San Francisco. Joseph Thompson Shaw, que es va convertir en el nou editor a l'estiu de 1926, el va tornar a motivar per escriure per a Black Mask. Hammett va dedicar la seva primera novel·la Red Harvest, a Shaw i la seva segona novel·la, The Dain Curse, a Samuels. Ambdues novel·les i la seva tercera, The Maltese Falcon, i la quarta, The Glass Key, van ser serialitzades per primera vegada a Black Mask abans de ser revisades i editades per a la seva publicació per Alfred A. Knopf. El Falcó Maltès, considerat el seu millor treball, està dedicat a la seva esposa Josephine.
Va aconseguir el prestigi literari gràcies a les seues novel·les publicades entre 1929 i 1931. Les dues primeres, Collita roja (Red Harvest, 1929) i La maledicció dels Dain (The Dain curse, 1929), el van portar ràpidament a la fama. Tanmateix, va ser El falcó maltès (The Maltese Falcon, 1930) la seua novel·la més famosa —encara que no unànimement considerada la millor.

Durant gran part de 1929 i 1930, va estar involucrat romànticament amb Nell Martin, un escriptor de contes i diverses novel·les. Va dedicar-li La clau de vidre, i al seu torn Martin va dedicar la seva novel·la Lovers Should Marry a ell. El 1931, Hammett es va embarcar en una relació romàntica de 33 anys amb la dramaturga Lillian Hellman. Tot i que esporàdicament va continuar treballant, va escriure la seva última novel·la el 1934, més de 25 anys abans de la seva mort. L'home prim està dedicat a Hellman. Hellman va especular en una col·lecció pòstuma de les novel·les de Hammett: «Crec, però només penso, conec algunes de les raons: volia fer un nou tipus de treball; estava malalt durant molts d'aquests anys i es va tornar boig». En la dècada de 1940, Hellman i ell van viure a casa seva, Hardscrabble Farm, a Pleasantville, Nova York.
Molts dels seus llibres van ser convertits en pel·lícules, notablement El falcó maltès (pel·lícula de 1941, dirigida per John Huston). El diàleg en la pel·lícula sovint empra literalment el del llibre.
Raymond Chandler, sovint considerat el successor de Hammett, va resumir els seus èxits en The Simple Art of Murder:
| « | Hammett era un gran artista, però no hi ha res en la seva obra que no estigui implícit en les primeres novel·les i contes de Hemingway. Tot i així, per tot el que sé, Hemingway podria haver après alguna cosa de Hammett, així com d'escriptors com Dreiser, Ring Lardner, Carl Sandburg, Sherwood Anderson i ell mateix... | » |

Hammett va retornar l'assassinat a la mena de persones que el cometen per algun motiu, no només per proporcionar un cadàver; i amb els mitjans a la mà, no amb pistoles de duel, curare, i peixos tropicals... Es diu que no tenia cor, però la història que pensava era la major part de si mateix. [La clau de vidre] és el registre de la devoció d'un home a un amic. Era lliure, frugal, dur, però va fer una vegada i una altra el que només els millors escriptors poden fer. Va escriure escenes que semblaven no haver estat escrites abans. El novel·lista francès André Gide va pensar molt en Hammett, afirmant: «Vull la seva collita Roja com un èxit notable, l'última paraula en atrocitat, cinisme i horror. Els diàlegs de Dashiell Hammett, en els quals cada personatge intenta enganyar a tots els altres i en els quals la veritat es fa visible lentament a través d'una boira d'engany, només es poden comparar amb els millors de Hemingway.

## Política i servei durant la Segona Guerra Mundial
Va escriure la seua última novel·la l'any 1934, i durant la major part de la resta de la seua vida es va dedicar a l'activisme de l'esquerra política. Va ser un actiu antifeixista en la dècada del 1930, i l'any 1937 es va afiliar al Partit Comunista dels Estats Units d'Amèrica.
Hammett va dedicar gran part de la seva vida a l'activisme d'esquerres. Va ser un fort antifeixista durant la dècada de 1930, i el 1937 es va unir al Partit Comunista. L'1 de maig de 1935, Hammett es va unir a la League of American Writers (1935-1943), els membres de la qual incloïen Lillian Hellman, Alexander Trachtenberg d'Editors Internacionals, Frank Folsom, Louis Untermeyer, I. F. Stone, Myra Page, Millen Brand, Clifford Odets, i Arthur Miller. (Els membres eren en gran part membres del Partit Comunista o companys de viatge.Va suspendre les seves activitats antifeixistes quan, com a membre (i el 1941 president) de la Lliga d'Escriptors Americans, va defensar en el seu Comitè de mantenir Amèrica fora de la guerra al gener de 1940 durant el període del Pacte Mólotov-Ribbentrop.
Especialment a Collita Roja, els estudiosos literaris han vist una crítica marxista del sistema social. Un biògraf de Hammett, Richard Layman, anomena aquestes interpretacions "imaginatives", però no obstant no s'oposa a elles, ja que, entre altres raons, no hi ha «masses de persones políticament desposseïdes» en aquesta novel·la. Herbert Ruhm va trobar que els mitjans contemporanis d'esquerres ja veien l'escriptura de Hammett amb escepticisme, «potser perquè el seu treball no suggereix cap solució: cap acció de masses... cap salvació individual... cap reconciliació i transcendència emersoniana». En una carta del 25 de novembre de 1937 a la seva filla Mary, Hammett es referia a si mateix i a altres com «nosaltres, els rojos». Va confirmar, «en una democràcia tots els homes se suposa que tenen la mateixa veu en el seu govern», però va afegir que «la seva igualtat no ha d'anar més enllà». També va trobar, «sota el socialisme no hi ha necessàriament... cap nivell d'ingressos».
Hellman va escriure que Hammett era segur un marxista, tot i que un «marxista molt crític» que «sovint menyspreava la Unió Soviètica» i «amb una actitud mesquina sobre el Partit Comunista Americà», al qual era lleial.  
A principis de 1942, va escriure el guió de Watch on the Rhine, basat en l'obra d'èxit de Hellman, que va rebre una nominació a l'Oscar a la millor escriptura (Adapted Screenplay). Però aquell any l'Oscar va anar a Casablanca. A principis de 1942, després de l'atac a Pearl Harbor, Hammett es va allistar de nou a l'exèrcit dels Estats Units. Com que tenia 48 anys, tenia tuberculosi i era comunista, Hammett va declarar més tard que havia patit "un temps infernal" a l'exèrcit. No obstant això, la biògrafa Diane Johnson suggereix que la confusió sobre els forenses de Hammett va ser la raó per la qual va poder tornar a allistar-se. Va servir com a les illes Aleutianes i inicialment va treballar en criptoanàlisi a l'illa d'Umnak. Per por a les seves tendències radicals, va ser transferit a la Companyia de la Caserna General on va editar un diari de l'Exèrcit titulat The Adakian. El 1943, mentre encara era membre de l'exèrcit, va ser coautor de La Batalla dels Aleutians amb el caporal Robert Colodny, sota la direcció d'un oficial d'intel·ligència d'infanteria, el Major Henry W. Hall. Mentre era a les Aleutianes, va desenvolupar l'emfisema.
Després de la guerra, Hammett es va associar amb el New York Civil Rights Congress (Congrés de Drets Civils de Nova York), una organització esquerrana considerada per alguns com comunista. Quan quatre comunistes relacionats amb l'organització van ser empresonats, Hammett va recaptar diners per a aconseguir la seua llibertat. Quan els acusats van fugir, va ser interrogat sobre el seu parador, i el 1951 va ser empresonat durant sis mesos per refusar a proporcionar informació al tribunal. La seva parella va ser igualment interrogada posteriorment.
El 1946, el CRC va crear un fons de rescat "per ser utilitzat a discreció de tres fideïcomissaris per obtenir l'alliberament dels acusats arrestats per raons polítiques". Els fideïcomissaris eren Hammett, que era president, Robert W. Dunn, i Frederick Vanderbilt Field.
El CRC va ser designat un grup comunista pel Fiscal General dels Estats Units. Hammett va donar suport a Henry A. Wallace a les eleccions presidencials dels Estats Units de 1948.

## Empresonament i llista negra
El fons de la fiança del CRC va guanyar atenció el 4 de novembre de 1949, quan la fiança de 260,026 dòlars en bons governamentals negociables va ser publicada per alliberar onze homes que van apel·lar contra les seves condemnes sota la Llei Smith per la conspiració criminal per «ensenyar i defensar l'enderrocament del govern dels Estats Units per la força i la violència». El 2 de juliol de 1951, les seves apel·lacions es van esgotar, i quatre dels condemnats van fugir en lloc de rendir-se als agents federals i començar a complir les seves sentències. El Tribunal de Districte dels Estats Units pel Districte del Sud de Nova York va emetre ordres judicials als fideïcomissaris del fons de rescat de la CRC en un intent d'esbrinar el parador dels fugitius.
Hammett va testificar el 9 de juliol de 1951, davant del jutge de la Cort de Districte dels Estats Units Sylvester Ryan, enfront d'un interrogatori d'Irving Saypol, el Fiscal dels Estats Units per al Districte del Sud de Nova York, descrit per Time com «el caçador legal número u de la nació dels comunistes de primera fila». Durant l'audiència, Hammett es va negar a proporcionar la informació que el govern volia, específicament la llista de contribuents al fons de rescat, «persones que podrien ser prou simpatitzants per a albergar als fugitius». En canvi, en cada pregunta relativa al CRC o al fons de rescat, Hammett es va negar a respondre, citant la Cinquena esmena, negant-se ni tan sols a identificar la seva signatura o inicials en documents del CRC que el govern havia citat. Tan aviat com el seu testimoni va concloure, Hammett va ser declarat culpable de menyspreu de la cort.
Hammett va ser en una penitenciaria federal de Virgínia Occidental, on, segons Lillian Hellman, va ser assignat a netejar lavabos. Hellman va assenyalar en la seva elogia de Hammett que es va sotmetre a la presó en lloc de revelar els noms dels contribuents al fons perquè «havia arribat a la conclusió que un home hauria de mantenir la seva paraula».
El 1952, la popularitat de Hammett havia disminuït com a resultat de les audiències. Es va trobar empobrit a causa d'una combinació de la cancel·lació de programes de ràdio Les aventures de Sam Spade i Les aventures de l'home prim, i una pèrdua dels seus ingressos per l'Internal Revenue Service per a l'Amortiment dels impostos deguts des de 1943. A més, els seus llibres ja no s' imprimien.

## Anys posteriors i mort
Durant la dècada del 1950, el Congrés dels Estats Units el va investigar. Tot i que va declarar sobre les seues pròpies activitats, sent inclòs en llistes negres, va refusar proporcionar informació sobre les identitats d'altres membres del partit comunista.Va testificar el 26 de març de 1953 davant el Comitè d'Activitats Antiamericanes sobre les seves pròpies activitats, però es va negar a cooperar amb el comitè. No es va prendre cap acció oficial, però la seva posició el va fer ser inclòs a la llista negra, juntament amb altres que van ser inclosos en la llista negra com a resultat del maccarthisme.
Hammett era alcohòlic abans de treballar en la publicitat, i l'alcoholisme va continuar fins al 1948, quan jo va deixar sota les ordres del metge. No obstant això, anys de consum excessiu de beguda i tabac van empitjorar la tuberculosi que va contreure a la Primera Guerra Mundial, i després, segons Hellman, «havia fet d'ell un home prim, molt prim, un home malalt... Sabia que sempre estaria malalt».
Hellman va escriure que durant la dècada de 1950, Hammett es va convertir en ermità, el seu declivi evident en el desordre de la seva casa de camp lletja i petita on «els senyals de malaltia estaven per tot arreu: ara el fonògraf no es tocava, la màquina d'escriure no es tocava, els estimats aparells no oberts en els seus paquets». Potser va voler començar una nova vida literària amb la novel·la Tulipa, però la va deixar inacabada, potser perquè estava «massa malalt per cuidar, massa desgastat per escoltar plans o llegir contractes. El fet de respirar, només respirar, va prendre tots els dies i nits». Hammett ja no podia viure sol, i tots dos ho sabien, així que va passar els últims quatre anys de la seva vida amb Hellman. «No tot aquest temps era fàcil, i en part era molt dolent», va escriure, però, «mentre que la mort no estava massa lluny, intentaria alguna cosa per després».

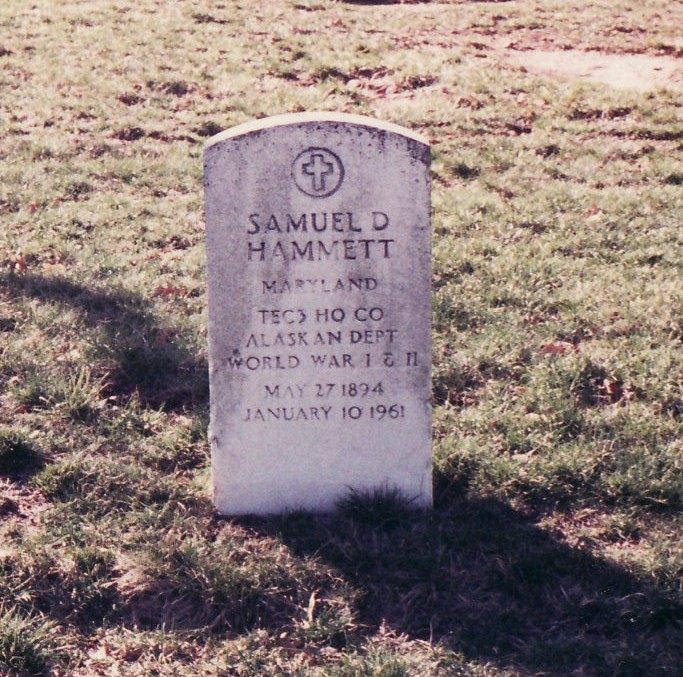
La tomba de Hammett, al Cementiri nacional d'Arlington, (secció 12, lloc 508)

Hammett va morir a l'Hospital Lenox Hill de Manhattan el 10 de gener de 1961, de càncer de pulmó, diagnosticat només dos mesos abans.
Hammett, veterà de les dues guerres mundials, està enterrat al cementiri nacional d'Arlington.

## Obres

### Novel·les
Totes les novel·les excepte L'home flac van ser originalment serialitzades en tres, quatre o cinc parts en diferents magazins.
- Red Harvest (Collita roja; publicada l'1 de febrer de 1929)
- The Dain Curse (La maledicció dels Dain; 19 de juliol 1929)
- The Maltese Falcon (El falcó maltès; 14 febrer 1930)
- The Glass Key (La clau de vidre; 24 abril 1931)
- The Thin Man (L'home flac; 8 gener 1934)

### Relats breus
- "The Barber and his Wife", 1922
- "The Parthian Shot", 1922
- "The Great Lovers", 1922
- "Immortality", 1922
- "The Road Home", 1922
- "The Master Mind", 1923
- "The Sardonic Star of Tom Doody", 1923
- "The Joke on Eoloise Morey", 1923
- "Holiday", 1923
- "The Crusader", 1923
- "The Green Elephant", 1923
- "The Dimple", 1923
- "Laughing Masks", 1923
- "Itchy", 1924
- "Esther Entertains", 1924
- "Another Perfect Crime", 1925
- "Ber-Bulu", 1925
- "The Advertising Man Writes a Love Letter", 1926–30
- "The House Dick", 1923-6
- "The Second-Story Angel", 1923-6
- "The Man Who Killed Dan Odams", 1923-6
- "Night Shots", 1923-6
- "Afraid of a Gun", 1923-6
- "Zigzags of Treachery", 1923-6
- "One Hour", 1923-6
- "Death on Pine Street", 1923-6
- "Tom, Dick, or Harry", 1923-6
- "The Assistant Murderer", 1923-6
- "The Gatewood Caper", 1923
- "Nightmare Town", 1924
- "The Tenth Clew", 1924
- "The House in Turk Street", 1924
- "The Girl with the Silver Eyes", 1924
- "Dead Yellow Women", 1925
- "The Gutting of Couffignal", 1925
- "The Scorched Face", 1925
- "Corkscrew", 1925
- "The Whosis Kid", 1925
- "Ruffian's Wife", 1925
- "The Main Death", 1927
- "The Big Knockover", 1927
- "$106,000 Blood Money", 1927
- "This King Business", 1928
- "Fly Paper", 1929
- "The Farewell Murder", 1930
- "A Man Called Spade", 1932
- "Too Many Have Lived", 1932
- "They Can Only Hang You Once", 1932
- "Two Sharp Knives", 1934
- "His Brother's Keeper", 1934
- "Night Shade", c.1933
- "This Little Pig", c.1934
- "A Man Called Thin", 1961
- "The First Thin Man", n.d.

## Obres editades en català
- 1989 - Una dona a la foscor ISBN 978-84-7809-082-2
- 1990 - Cent sis mil dòlars, diner de sang ISBN 978-84-297-2476-9
- 1990 - El falcó maltès ISBN 978-84-297-1237-7
  - Edicions posteriors
  - 1991 - El falcó maltès ISBN 978-84-226-3756-1
  - 1998 - El falcó maltès ISBN 978-84-297-4394-4
  - 2006 - El falcó maltès ISBN 978-84-297-5819-1
- 1991 - Collita roja ISBN 978-84-226-3606-9
- 1991 - L'home que va matar Dan Odams ISBN 978-84-7809-245-1
- 1991 - Mort al carrer Pine ISBN 978-84-7809-246-8
- 1992 - Aprenent d'assassí ISBN 978-84-7809-251-2
- 1993 - Collita roja ISBN 978-84-297-2035-8
- 1994 - La clau de vidre ISBN 978-84-297-1701-3[47]
- 1994 - L'Home flac ISBN 978-84-297-2336-6
- 1994 - Quan la sort està de part teva ISBN 978-84-7809-557-5
- 1996 - La ferradura d'or; El noi sense nom ISBN 978-84-297-4212-1